# Allium longiradiatum
Allium longiradiatum là một loài thực vật có hoa trong họ Amaryllidaceae. Loài này được (Regel) Vved. mô tả khoa học đầu tiên năm 1923.